# Patalene nutriaria
Patalene nutriaria là một loài bướm đêm trong họ Geometridae.